# Dontay Moch
Dontay Moch (Chandler, 19 luglio 1988) è un ex giocatore di football americano statunitense che ha militato nel ruolo di linebacker nella National Football League (NFL). Fu scelto nel corso del terzo giro (66º assoluto) del Draft NFL 2011 dai Cincinnati Bengals. Al college ha giocato a football all'Università del Nevada-Reno.

## Carriera

### Cincinnati Bengals
Moch fu scelto nel corso del giro del Draft 2011 dai Cincinnati Bengals. Il 12 agosto 2011, Moch si fratturò un piede nella prima gara di pre-stagione contro i Detroit Lions. Il 12 ottobre Moch tornò ad allenarsi a pieno ritmo ma non entrò mai in campo nella sua stagione da rookie.  Debuttò come professionista nella stagione successiva.

### Arizona Cardinals
Nel 2013, Moch passò agli Arizona Cardinals con cui nella sua prima stagione disputò 4 partite con 3 tackle e il primo sack in carriera nella gara della settimana 4 contro i Tampa Bay Buccaneers.

### Tennessee Titans
Il 1º settembre 2014, Moch firmò coi Tennessee Titans.